# Regierungsbezirk Detmold
Regierungsbezirk Detmold är ett av fem regeringsdistrikt i Nordrhein-Westfalen.

## Historia
Regeringsdistriktet skapades 1947 när Fristaten Lippe slogs samman med Regierungsbezirk Minden.

## Geografi
Regierungsbezirk Detmold ligger i nordöstra delen av förbundslandet Nordrhein-Westfalen. Området gränsar till Niedersachsen i norr och öst, i söder till Hessen och i väster till regeringsdistrikten Arnsberg och Münster.

## Distrikt och distriktsfria städer

### Distrikt
- Gütersloh
- Herford
- Höxter
- Lippe
- Minden-Lübbecke
- Paderborn

### Distriktsfria städer
- Bielefeld